# This Man's Navy
Pour plus de détails, voir Fiche technique et Distribution.
This Man's Navy est un film américain réalisé par William A. Wellman, sorti en 1945.

## Fiche technique
- Titre : This Man's Navy
- Réalisation : William A. Wellman
- Scénario : Herman E. Halland et Borden Chase
- Direction artistique : Cedric Gibbons et Howard Campbell
- Photographie : Sidney Wagner
- Montage : Cotton Warburton
- Musique : Nathaniel Shilkret
- Société de production : Metro-Goldwyn-Mayer
- Pays de production : États-Unis
- Format : Noir et blanc - 1,37:1
- Genre : guerre
- Date de sortie : 1945

## Distribution
- Wallace Beery : Ned Trumpet
- Tom Drake : Jess Weaver
- James Gleason : Jimmy Shannon
- Jan Clayton (en) : Cathey Cortland
- Selena Royle : Maude Weaver
- Noah Beery : Joe Hodum
- Henry O'Neill : Lieutenant-Commandant Roger Graystone
- Steve Brodie : Timothy Joseph Aloysius Shannon
- George Chandler : Bert Bland
- Donald Curtis : Officier des opérations
- Arthur Walsh (en) : Cadet Rayshek
- Frank Fenton : Capitaine Grant
- Paul Cavanagh : Sir Anthony Tivall